# Flavianus Michael Malke
Flavianus Michael Malke (Kalat’ül Mara, 1858 – Cizre, 29 augustus 1915) geboren als Yaqūb Melkī, was een Aramese prelaat die vermoord werd in 1915, als gevolg van de Aramese Genocide. Hij was een van de bekendste Aramese slachtoffers tijdens deze genocide. De Arameeërs vormen een kleine christelijke minderheid in Turkije. 
Malke behoorde tot de Syrisch-orthodoxe Kerk maar hij sloot zich later aan bij de Syrisch-Katholieke Kerk. In 1915 was hij de bisschop van de stad Cizre. Hij werd in 1915 vermoord omdat hij weigerde zich te bekeren tot de islam. De katholieke bisschop Flavianus Michael Malke werd hierdoor een van de bekendste Aramese slachtoffers van de Armeense Genocide van 1915. In 2015 werd hij zalig verklaard door de paus.